# 6-Stunden-Rennen von Silverstone 2013

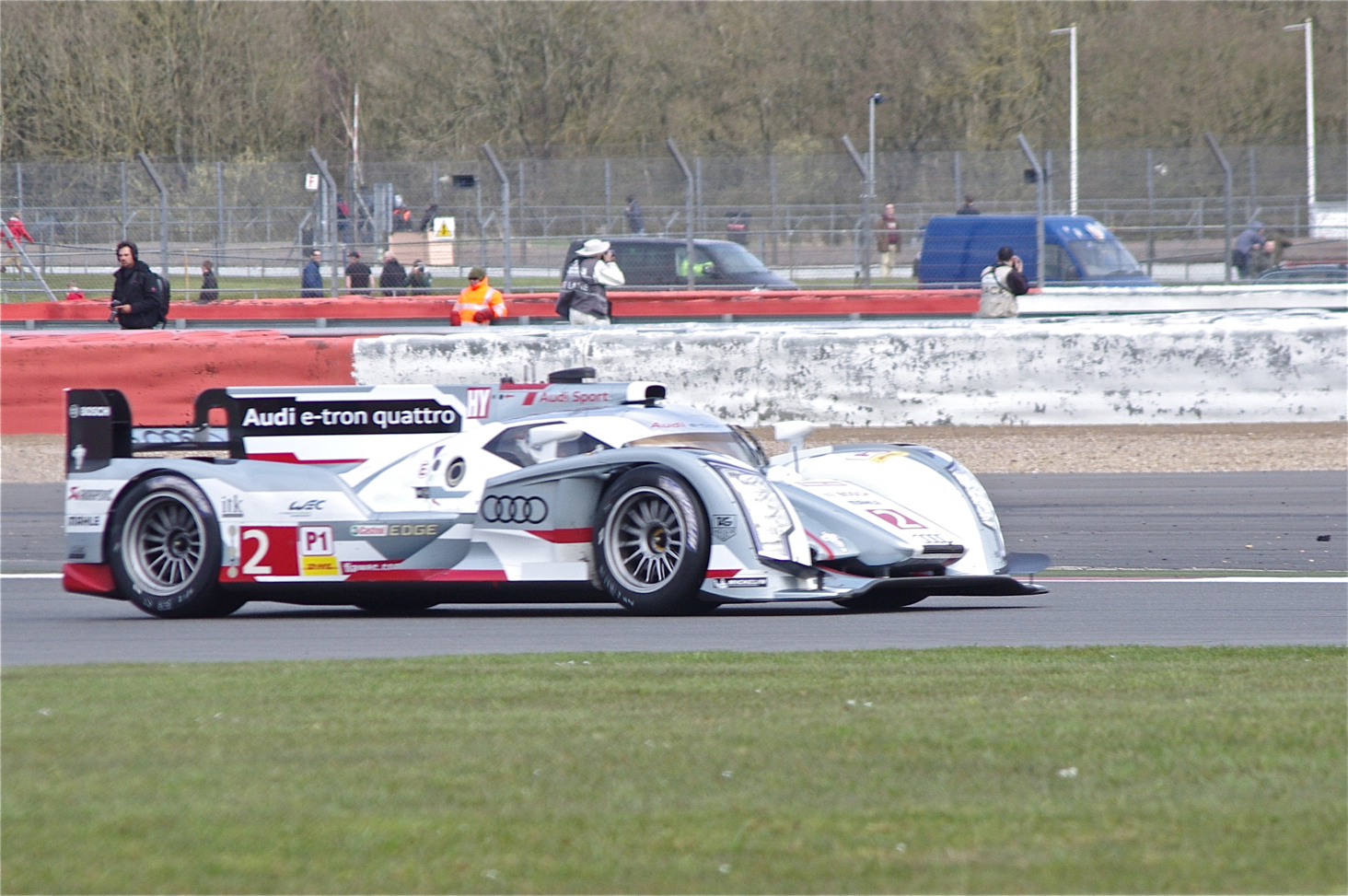
Audi R18 E-Tron Quattro RP3, Siegerwagen von Loïc Duval, Tom Kristensen und Allan McNish

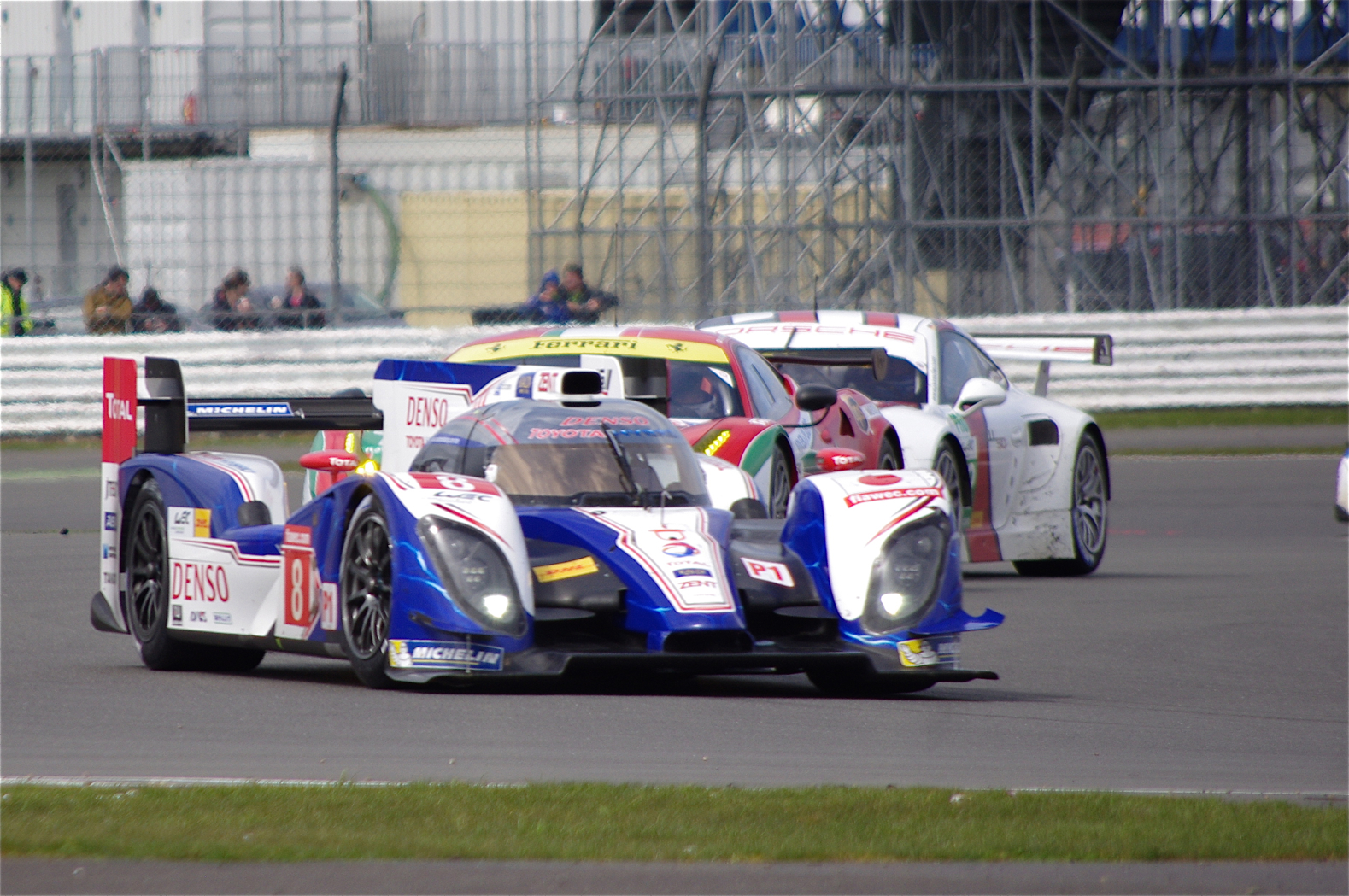
Der drittplatzierte Toyota TS030 Hybrid von Anthony Davidson, Stéphane Sarrazin und Sébastien Buemi

Das 6-Stunden-Rennen von Silverstone 2013, auch RAC Tourist Trophy 2013, fand am 14. April auf dem Silverstone Circuit statt und war der erste Wertungslauf der FIA-Langstrecken-Weltmeisterschaft dieses Jahres.

## Das Rennen
Mit dem Rennen auf dem Silverstone Circuit begann die Weltmeisterschaftssaison 2013. Die Veranstaltung endete mit einem Doppelsieg der beiden Werks-Audi R18 e-tron quattro. Loïc Duval, Tom Kristensen und Allan McNish siegten mit dem knappen Vorsprung von vier Sekunden auf die Teamkollegen André Lotterer, Marcel Fässler und Benoît Tréluyer. Mit einer Runde Rückstand kamen Anthony Davidson, Stéphane Sarrazin und Sébastien Buemi im Toyota TS030 Hybrid als Gesamtdritte ins Ziel.

## Ergebnisse

### Schlussklassement
| Pos.            | Klasse    | Nr. | Team                    | Fahrer                                              | Fahrzeug                  | Runden |
| --------------- | --------- | --- | ----------------------- | --------------------------------------------------- | ------------------------- | ------ |
| 1               | LMP1      | 2   | Audi Sport Team Joest   | Loïc Duval Tom Kristensen Allan McNish              | Audi R18 e-tron quattro   | 197    |
| 2               | LMP1      | 1   | Audi Sport Team Joest   | André Lotterer Marcel Fässler Benoît Tréluyer       | Audi R18 e-tron quattro   | 197    |
| 3               | LMP1      | 8   | Toyota Racing           | Anthony Davidson Stéphane Sarrazin Sébastien Buemi  | Toyota TS030 Hybrid       | 196    |
| 4               | LMP1      | 7   | Toyota Racing           | Alexander Wurz Nicolas Lapierre                     | Toyota TS030 Hybrid       | 196    |
| 5               | LMP1      | 12  | Rebellion Racing        | Nicolas Prost Neel Jani Nick Heidfeld               | Lola B12/60               | 193    |
| 6               | LMP1      | 13  | Rebellion Racing        | Andrea Belicchi Mathias Beche Cheng Congfu          | Lola B12/60               | 190    |
| 7               | LMP2      | 25  | Delta-ADR               | Tor Graves Antonio Pizzonia James Walker            | Oreca 03                  | 184    |
| 8               | LMP2      | 24  | OAK Racing              | Olivier Pla Alex Brundle David Heinemeier Hansson   | Morgan LMP2               | 183    |
| 9               | LMP2      | 49  | Pecom Racing            | Luís Pérez Companc Pierre Kaffer Nicolas Minassian  | Oreca 03                  | 179    |
| 10              | LMP2      | 35  | OAK Racing              | Bertrand Baguette Martin Plowman Ricardo González   | Morgan LMP2               | 179    |
| 11              | LMP2      | 41  | Greaves Motorsport      | Tom Kimber-Smith Chris Dyson Michael Marsal         | Zytek Z11SN               | 179    |
| 12              | LMP2      | 47  | KCMG                    | Alexandre Imperatori Matthew Howson Jim Ka To       | Morgan LMP2               | 179    |
| 13              | LMP2      | 26  | G-Drive Racing          | Roman Russinow John Martin Mike Conway              | Oreca 03                  | 176    |
| 14              | LMGTE-Pro | 97  | Aston Martin Racing     | Darren Turner Stefan Mücke Bruno Senna              | Aston Martin Vantage GTE  | 171    |
| 15              | LMGTE-Pro | 71  | AF Corse                | Kamui Kobayashi Toni Vilander                       | Ferrari 458 Italia GT2    | 170    |
| 16              | LMGTE-Pro | 99  | Aston Martin Racing     | Pedro Lamy Frédéric Makowiecki Paul Dalla Lana      | Aston Martin Vantage GTE  | 170    |
| 17              | LMGTE-Pro | 92  | Porsche AG Team Manthey | Marc Lieb Richard Lietz Romain Dumas                | Porsche 911 RSR           | 170    |
| 18              | LMGTE-Pro | 51  | AF Corse                | Gianmaria Bruni Giancarlo Fisichella                | Ferrari 458 Italia GT2    | 170    |
| 19              | LMGTE-Am  | 95  | Aston Martin Racing     | Allan Simonson Kristian Poulsen Christoffer Nygaard | Aston Martin Vantage GTE  | 169    |
| 20              | LMGTE-Pro | 91  | Porsche AG Team Manthey | Jörg Bergmeister Patrick Pilet Timo Bernhard        | Porsche 911 RSR           | 168    |
| 21              | LMGTE-Am  | 50  | Larbre Compétition      | Patrick Bornhauser Julien Canal Fernando Rees       | Chevrolet Corvette C6-ZR1 | 166    |
| 22              | LMGTE-Am  | 81  | 8 Stars Motorsports     | Vicente Potolicchio Rui Águas Philipp Peter         | Ferrari 458 Italia GT2    | 165    |
| 23              | LMGTE-Am  | 96  | Aston Martin Racing     | Roald Goethe Jamie Campbell-Walter Stuart Hall      | Aston Martin Vantage GTE  | 165    |
| 24              | LMGTE-Am  | 88  | Proton Competition      | Christian Ried Gianluca Roda Paolo Ruberti          | Porsche 997 GT3-RSR       | 165    |
| 25              | LMGTE-Am  | 57  | Krohn Racing            | Tracy Krohn Niclas Jönsson Maurizio Mediani         | Ferrari 458 Italia GT2    | 164    |
| 26              | LMGTE-Am  | 76  | IMSA Performance Matmut | Raymond Narac Jean Karl Vernay Christophe Bourret   | Porsche 997 GT3-RSR       | 163    |
| 27              | LMP2      | 45  | OAK Racing              | Jacques Nicolet Jean-Marc Merlin                    | Morgan LMP2               | 154    |
| 28              | LMGTE-Am  | 61  | AF Corse                | Jack Gerber Matt Griffin Marco Cioci                | Ferrari 458 Italia GT2    | 139    |
| Nicht klassiert |           |     |                         |                                                     |                           |        |
| 29              | LMP2      | 32  | Lotus                   | Thomas Holzer Dominik Kraihamer Jan Charouz         | Lotus T128                | 113    |
| Ausgefallen     |           |     |                         |                                                     |                           |        |
| 30              | LMP1      | 21  | Strakka Racing          | Nick Leventis Jonny Kane Danny Watts                | HPD ARX-03c               | 55     |
| 31              | LMP2      | 31  | Lotus                   | Kevin Weeda Vitantonio Liuzzi Christophe Bouchut    | Lotus T128                | 44     |

### Nur in der Meldeliste
Hier finden sich Teams, Fahrer und Fahrzeuge, die ursprünglich für das Rennen gemeldet waren, aber aus den unterschiedlichsten Gründen daran nicht teilnahmen.
| Pos. | Klasse | Nr. | Team                    | Fahrer                  | Chassis     |
| ---- | ------ | --- | ----------------------- | ----------------------- | ----------- |
| 32   | LMP2   | 28  | Gulf Racing Middle East | Frédéric Fatien         | Lola B12/80 |
| 33   | LMP2   | 30  | HVM Status GP           | Jonathan Kennard        | Lola B12/80 |
| 34   | LMP2   | 44  | Starworks Motorsport    | Alex Popow Ryan Dalziel | HPD ARX-03b |

### Klassensieger
| Klasse    | Fahrer         | Fahrer           | Fahrer              | Fahrzeug                 | Platzierung im Gesamtklassement |
| --------- | -------------- | ---------------- | ------------------- | ------------------------ | ------------------------------- |
| LMP1      | Loïc Duval     | Tom Kristensen   | Allan McNish        | Audi R18 e-tron quattro  | Gesamtsieg                      |
| LMP2      | Tor Graves     | Antonio Pizzonia | James Walker        | Oreca 03                 | Rang 7                          |
| LMGTE-Pro | Darren Turner  | Stefan Mücke     | Bruno Senna         | Aston Martin Vantage GTE | Rang 14                         |
| LMGTE-Am  | Allan Simonsen | Kristian Poulsen | Christoffer Nygaard | Aston Martin Vantage GTE | Rang 19                         |

### Renndaten
- Gemeldet: 34
- Gestartet: 31
- Gewertet: 28
- Rennklassen: 4
- Zuschauer: 36.000
- Wetter am Rennwochenende: kühl und trocken
- Streckenlänge: 5,901 km
- Fahrzeit des Siegerteams: 6:00:01,686 Stunden
- Runden des Siegerteams: 197
- Distanz des Siegerteams: 1160,330 km
- Siegerschnitt: 193,400 km/h
- Pole Position: Nicolas Lapierre – Toyota TS030 Hybrid (#7) – 1:43,281
- Schnellste Rennrunde: Allan McNish – Audi R18 e-tron quattro (#2) – 1:42,767 = 206,300 km/h
- Rennserie: 1. Lauf zur FIA-Langstrecken-Weltmeisterschaft 2013